# Apple A12X
Apple A12X Bionic (A12X Bionic chip) — 64-битный 8-ядерный ARM-микропроцессор 2018 года от корпорации Apple с архитектурой ARMv8-A из серии Apple Ax.
Разработан Apple и производится контрактным производителем TSMC по 7-нанометровому техпроцессу N7.
Содержит 10 млрд транзисторов, состоит из восьмиядерного CPU и семиядерного GPU.

## Описание A12X
Apple A12X Bionic является развитием и усовершенствованной моделью процессора Apple A12 Bionic с 64-битной архитектурой, и является основой для моделей нового поколения планшетов iPad Pro (2018).
Основные блоки A12X Bionic — это вычислительные и графические ядра — чип содержит:
- четыре вычислительных ядра производительности (для сложных вычислительных задач);
- четыре вычислительных ядра эффективности (для простых повседневных задач);
- семь графических ядер (с поддержкой технологии Metal[англ.] 2);
- 8‑ядерный нейропроцессор Neural Engine.

По заявлению Apple чип A12X Bionic в одноядерных задачах на 35 % быстрее прошлогодних моделей iPad Pro (2017) — в которых используются чипы Apple A10X, и до 90 % быстрее на многоядерных задачах.
А его 7-ядерный графический блок — почти вдвое быстрее предшественника (Apple A10X). И на момент выпуска (октябрь 2018 года) этот чип является самым мощным из всех современных процессоров созданных для смартфонов и других мобильных гаджетов.
Более того, Apple утверждает, что её новый iPad Pro 2018 года на этом чипе — быстрее 92 % обычных современных ноутбуков.
Neural Engine
В A12X Bionic используется улучшенный 8‑ядерный нейронный процессор Neural Engine, способный выполнять до 5 триллионов операций в секунду и работающий до 9 раз быстрее по сравнению с чипом Apple A11 Bionic, который значительно ускоряет работу таких ресурсоёмких задач как: дополненная реальность (поддерживаемая фреймворком Apple ARKit 2), машинное обучение и построение нейронных сетей (поддерживаемые фреймворком Apple Core ML 2).

## Apple A12Z
В марте 2020 года компания Apple представила новые модели своего планшета iPad Pro 2020 года в которых используется новая версия процессора Apple A12Z Bionic — по характеристикам во всём практически совпадающими с моделью процессора Apple A12X Bionic, кроме того что в новой версии процессора используется 8-ядерная графика вместо 7-ядерной у A12X Bionic. Также новая версия процессора Apple A12Z Bionic предположительно производится с соблюдением оптимизированных 7-нм технологических норм на производстве TSMC и поэтому будет немного более энергоэффективной.

## Применение
Устройства, использующие процессор Apple A12X Bionic:
- iPad Pro (2018) 11-дюймовый экран — октябрь 2018 — март 2020;
- iPad Pro (2018) 12,9-дюймовый экран — октябрь 2018 — март 2020.

Устройства, использующие процессор Apple A12Z Bionic:
- iPad Pro (2020) 11-дюймовый экран — с марта 2020 года;
- iPad Pro (2020) 12,9-дюймовый экран — с марта 2020 года;
- Developer Transition Kit — с июня 2020 года.